# San Gillio
San Gillio – miejscowość i gmina we Włoszech, w regionie Piemont, w prowincji Turyn.
Według danych na rok 2004 gminę zamieszkiwało 2581 osób, 322,6 os./km².